# Fiat Chrysler Automobiles
Fiat Chrysler Automobiles, ali samo FCA je sedmi največji proizvajalec avtomobilov na svetu. 
Skupina je bila ustanovljena leta 2014, registrirana pa je na Nizozemskem. Podjetje se trži na ameriški borzi NYSE pod šifro FCAU in na Borsi Italina pod šifro FCA.
V skupini je veliko znanih blagovnih znamk: Alfa Romeo, Chrysler, Dodge, Fiat, Fiat Professional, Jeep, Lancia, Ram Trucks, Abarth, Mopar in SRT. FCA je tudi lastnik podjetij Ferrari, Maserati, Comau, Magneti Marelli, Teksid.
FCA je aktivna v Evropi, Severni in Južni Ameriki in na Azijskopacifiškem območju.